# Gare de Shin-Narashino
La gare de Shin-Narashino (新習志野駅, Shin-Narashino-eki) est une gare ferroviaire japonaise de la ville de Narashino, dans la préfecture de Chiba. La gare est gérée par la East Japan Railway Company (JR East).

## Situation ferroviaire
La gare de Shin-Narashino est située au point kilométrique (PK) 28,3 de la ligne Keiyō.

## Histoire
La gare a été inaugurée le 3 mars 1986.

## Service des voyageurs

### Accueil
La gare dispose d'un bâtiment voyageurs, avec guichets, ouvert tous les jours.

### Desserte
- Ligne Keiyō :
  - voies 1 et 2 : direction Soga
  - voies 3 et 4 : direction Minami-Funabashi (interconnexion avec la ligne Musashino) et Tokyo